# Grand Prix moto de Chine

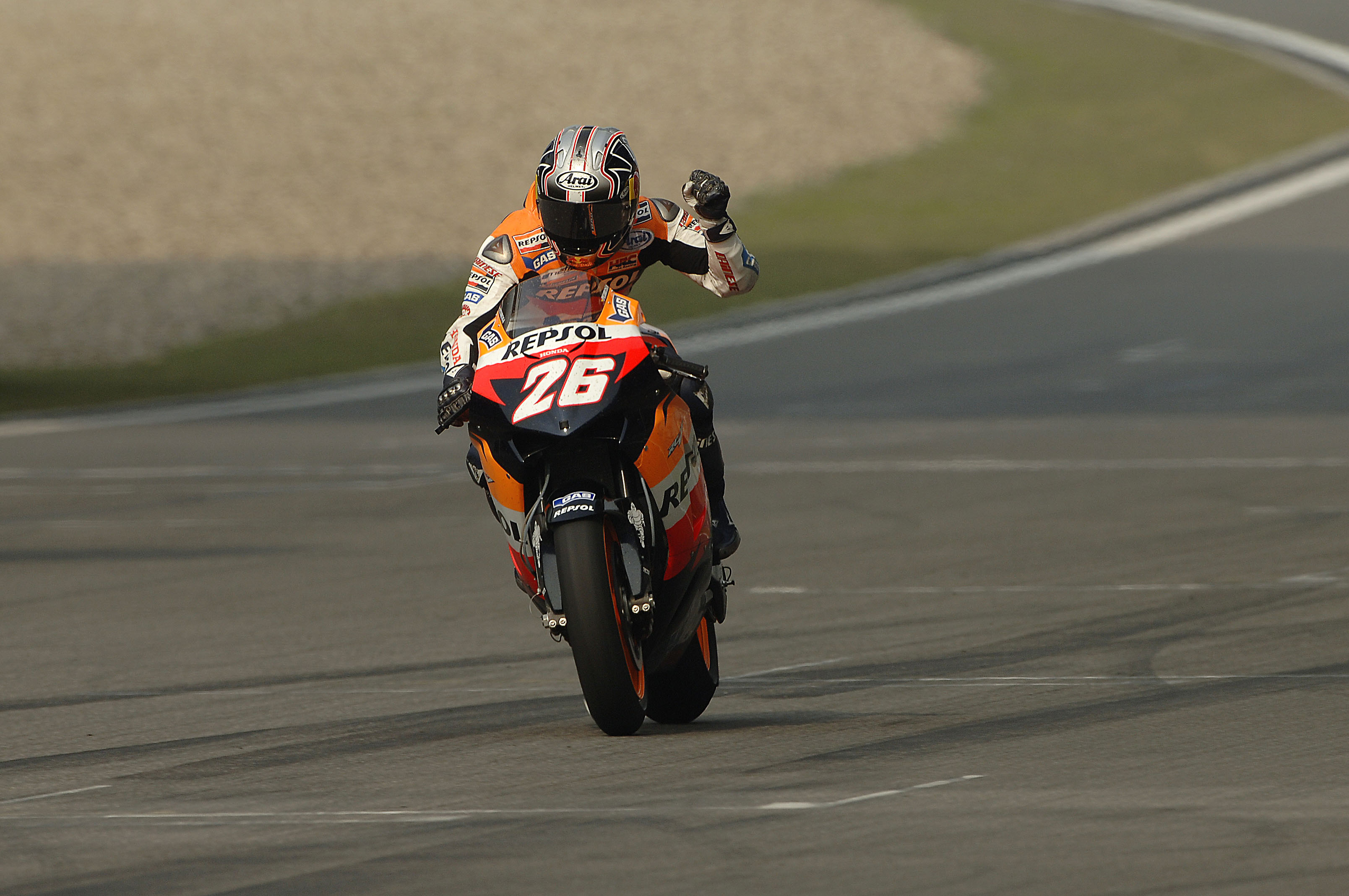
Dani Pedrosa lors de sa victoire au Grand Prix 2006.

Le Grand Prix moto de Chine de vitesse moto est une ancienne épreuve du Championnat du monde de vitesse moto.
Victime du manque d'intérêt du public, il aurait dû être remplacé en 2009 par le Grand Prix moto de Hongrie, mais celui-ci a été annulé à cause de retards de construction.

## Palmarès
| Année | Circuit  | 125 cm3                  | 250 cm3                  | MotoGP                   | Rapport |
| ----- | -------- | ------------------------ | ------------------------ | ------------------------ | ------- |
| 2005  | Shanghai | Mattia Pasini (Aprilia)  | Casey Stoner (Aprilia)   | Valentino Rossi (Yamaha) | Rapport |
| 2006  | Shanghai | Mika Kallio (KTM)        | Hector Barbera (Aprilia) | Daniel Pedrosa (Honda)   | Rapport |
| 2007  | Shanghai | Lukáš Pešek (Derbi)      | Jorge Lorenzo (Aprilia)  | Casey Stoner (Ducati)    | Rapport |
| 2008  | Shanghai | Andrea Iannone (Aprilia) | Mika Kallio (KTM)        | Valentino Rossi (Yamaha) | Rapport |